# Salud Borrego López
Salud Borrego López (Sevilla, 1958), doctora en medicina y cirugía e investigadora en genética, es una científica española que ha liderado el grupo estatal de enfermedades raras.En 2015 fue la primera mujer en ostentar una plaza de la Real Academia de Medicina y Cirugía de Sevilla.

## Biografía
Proviene de una familia diversa, con un padre empresario malagueño y una madre sevillana. Es la mayor de cuatro hermanos.
Licenciada en Medicina y Cirugía en 1982 por la Universidad de Sevilla.Se doctoró en Medicina y Cirugía por la misma universidad en 1986, con la tesis titulada: “Diagnóstico prenatal en cultivo de células de líquido amniótico y biopsia de corion con la aplicación de técnicas de bandeo cromosómico”. Obtuvo varias becas  pre y posgrado.Especialista en genética  mediante estancias formativas en la Fundación Jiménez Díaz de Madrid, en 1989 y en el Hospital Necker Enfants Malades de París, en 1990.

### Trayectoria profesional
Comenzó como profesora ayudante en la Facultad de Medicina de la Universidad de Sevilla en 1983, y continuó enseñando en la misma institución hasta convertirse en profesora de doctorado en 2005.Trabajó como facultativa especialista de área UGC genética, reproducción y medicina fetal en el Hospital Universitario Virgen del Rocío, entre 1986 y 2007.Siendo coordinadora del Programa de Genética Clínica del Hospital Universitario Virgen del Rocío entre 2007 y 2010.Posteriormente, ocupó el puesto de jefa de sección en el laboratorio de genética y reproducción en este hospital.
En 2015, ocupó el cargo de directora del Plan de Genética Clínica y Medicina Genómica de Andalucía.En 2020 compaginaba este trabajo con la investigación en el Instituto de Biomedicina de Sevilla IBiS. Además, era miembro fundador del Consorcio Internacional para la enfermedad de Hirschsprung, y presidenta de la Comisión Técnica de Evaluación de Proyectos I+D+i del área de Enfermedades Genéticas y Modelos de Enfermedad del Instituto de Salud Carlos III, y adjunta a la presidencia de la Comisión Técnica de Evaluación de Proyectos I+D+i del Área de Biotecnología, Bioingeniería y Tecnologías Genómicas del Instituto de Salud Carlos III.
En 2021 fue nombrada jefa de grupo de la U702 Ciberer, coordinando la investigación en enfermedades raras en España.En esta fecha era autora de más de doscientas veinte publicaciones internacionales.
Miembro de asociaciones como Asociación Española para el Estudio de la Genética Humana, la Asociación Española de Diagnóstico Prenatal y la European Society of Human Genetics.Su investigación destaca en distrofias hereditarias de retina,y en la enfermedad de hirschsprung.

## Premios y reconocimientos
- 2015 La primera mujer en ostentar una plaza de la Real Academia de Medicina y Cirugía de Sevilla, siendo esta academia la más antigua del mundo,[2] [5][6]creada en 1693.[9]
- 2018 Fue incluida en el libro de "Científicos Sevillanos Ilustres".[4]
- 2020 Recibió la Medalla de la ciudad de Sevilla, como reconocimiento a su brillante labor asistencial, docente es investigadora.[5][10]